# Spinothecidae
Spinothecidae is een familie van springstaarten en telt 6 beschreven soorten.

## Taxonomie
- Geslacht Adelphoderia (1 soort)
- Geslacht Spinotheca (4 soorten)
- Geslacht Troglospinotheca (1 soort)